# Dallan Forgaill
San Dallan Forgaill (Dallan Forchella; Dallan Forgaill; Dallan di Cluain Dallain; Eochaidh; Magh Slécht, 530 circa – Inniskeel, 598) è stato un poeta cristiano irlandese.

## Biografia
Nacque attorno al 530 a Magh Slécht, nella contea di Cavan (Irlanda), e studiò così intensivamente da diventare cieco. Era cugino di primo grado di San Mogue. Fu martirizzato nel 598, durante un raid di pirati nell'isola-monastero di Inniskeel, dove fu decapitato e dove è sepolto. La tradizione narra che Dio riattaccò la sua testa al corpo dopo il martirio.
Poeta principale d'Irlanda, riformò l'ordine dei bardi, aiutando a preservare la lingua e la letteratura gaelica. È noto soprattutto per i poemi che avrebbe scritto su santi irlandesi a lui contemporanei: San Columba (Amra Choluim Chille), San Senan (Amra Senain) e San Connall (Amra Connaill). Questi poemi, raramente tradotti, presentano una lingua così oscura che i successivi amanuensi vi inclusero numerose glosse. Sarebbe anche l'autore del Be Thou My Vision che molti, tra cui Jars di Clay, hanno poi musicato.